# Nolito
Manuel Agudo Durán (sinh 15 tháng 10 năm 1986), thường được biết đến với cái tên Nolito (phát âm tiếng Tây Ban Nha: [no'lito]), là một cựu cầu thủ bóng đá chuyên nghiệp người Tây Ban Nha từng thi đấu ở vị trí tiền đạo.
Nolito chỉ ghi được 6 bàn sau 30 lần ra sân cho Man City. Dù thi đấu nỗ lực nhưng chân sút 30 tuổi vẫn không làm quen được với môi trường bóng đá Anh và quyết định hồi hương.
Nolito đặt bút ký vào bản hợp đồng 3 năm và có giá trị 8 triệu bảng với Sevilla.

## Đội tuyển quốc gia

### Lần ra sân
| Đội tuyển quốc gia | Năm  | Lần ra sân | Bàn thắng |
| ------------------ | ---- | ---------- | --------- |
| Tây Ban Nha        |      |            |           |
| 2014               | 1    | 0          |           |
| 2015               | 4    | 0          |           |
| 2016               | 11   | 6          |           |
| Tổng               | Tổng | 16         | 6         |

### Bàn thắng đội tuyển quốc gia
| #  | Ngày                | Địa điểm                                   | Lần ra sân | Đối thủ              | Bàn thắng | Kết quà | Giải đấu                 |
| -- | ------------------- | ------------------------------------------ | ---------- | -------------------- | --------- | ------- | ------------------------ |
| 1. | 29 tháng 5 năm 2016 | Kybunpark, St. Gallen, Thụy Sĩ             | 7          | Bosna và Hercegovina | 1–0       | 3–1     | Giao hữu                 |
| 2. | 29 tháng 5 năm 2016 | Kybunpark, St. Gallen, Thụy Sĩ             | 7          | Bosna và Hercegovina | 2–0       | 3–1     | Giao hữu                 |
| 3. | 1 tháng 6 năm 2016  | Red Bull Arena, Salzburg, Áo               | 8          | Hàn Quốc             | 3–0       | 6–1     | Giao hữu                 |
| 4. | 1 tháng 6 năm 2016  | Red Bull Arena, Salzburg, Áo               | 8          | Hàn Quốc             | 5–0       | 6–1     | Giao hữu                 |
| 5. | 17 tháng 6 năm 2016 | Sân vận động Nice, Nice, Pháp              | 11         | Thổ Nhĩ Kỳ           | 2–0       | 3–0     | Euro 2016                |
| 6. | 9 tháng 10 năm 2016 | Sân vận động Loro Boriçi, Shkodër, Albania | 15         | Albania              | 2–0       | 2–0     | Vòng loại World Cup 2018 |